# 자 자 가보르
자 자 가보르(영어: Zsa Zsa Gabor, 영어 발음: /ˌʒɑːʒɑː ˈɡɑːbɔːr/, 1916년 2월 6일 ~ 2016년 12월 18일)는 미국의 배우이다.

## 출연 작품
- 라스트 모걸 (2005)
- 비버리 힐빌리즈 (1993)
- 총알 탄 사나이 2 (1991)
- 해필리 에버 에프터 (1990)
- 나이트메어 3 - 꿈의 전사 (1987)
- 요한 스트라우스 (1986)
- 캘리포니아 걸 (1985)
- 다이아몬드 사나이 (1967)
- 배트맨 - 66년 TV 시리즈 (1966)
- 뷰티 오브 어 우먼 (1962)
- 홍콩으로 가는 길 (1962)
- La contessa azzurra (1960)
- 페페 (1960)
- 첫사랑 (1959)
- 외계에서 온 여왕 (1958)
- 검은함정 (1958)
- 애즈 더 월드 턴즈 (1956)
- 클라이막스! (1954)
- 세 개의 사랑 이야기 (1953)
- 릴리 (1953)
- 러브리 투 룩 앳 (1952)
- 물랑 루즈 (1952)